# Mimik-Oktopus
Der Mimik-Oktopus (Thaumoctopus mimicus), auch als Karnevalstintenfisch bezeichnet, ist ein Kopffüßer aus der Gattung Thaumoctopus in der Familie der Echten Kraken (Octopodidae). Er ist die einzige Art der damit monotypischen Gattung Thaumoctopus. Er lebt im Indischen Ozean und dem Pazifischen Ozean.
Seine Fähigkeit die Form zu wechseln und andere Spezies zu imitieren verschaffte ihm den Namen Mimik-Oktopus.

## Beschreibung
Ein bei Lizard-Island gesichtetes Exemplar hatte eine Mantellänge von etwa 21 cm, die ursprünglich beschriebenen Exemplare hatten eine Mantellänge von bis zu 5,8 cm. Die Augen treten nur etwas hervor, über den Augen befinden sich jeweils ein Paar „Hörner“ (Papillen). Das Trichterorgan (Funnel) ist W-förmig und klein. Die Arme sind lang, dünn, muskulös und etwa 7 bis 10 mal so lang wie die Mantellänge. Die Schwimmhäute sind dünn und einziehbar. Sie reichen bis etwa 5,5 % am längsten Arm und säumen alle Arme entlang des ventralen Randes bis zu den Armspitzen.
Die dorsalen Arme sind am kürzesten. die Armformel lautet 4>3>2>1. Autotomie ist ab dem 12. bis 13. proximalen Saugnapf möglich. Die normalen Arme tragen bis zu 283 Saugnäpfe in zwei Reihen. Vergrößerte Saugnäpfe sind weder beim Männchen noch beim Weibchen vorhanden. Der Hectocotylus des Männchens, der dritte rechte Arm, erreicht etwa 50 % der Länge des gegenüberliegenden Armes und trägt 146 Saugnäpfe.
Die Kiemen besitzen neun Lamellen pro Demibranch, plus eine terminale Lamelle. Tintenbeutel und anale Klappen sind vorhanden. Die Stylets (reduzierte Überbleibsel einer Schale innerhalb des Mantels) sind kurz und nicht mineralisiert. Die Haut ist glatt, mit sekundären (kleineren) Papillen auf dem seitlichen und hinteren Mantel. Die dorsale Mantelseite ist frei von primären (größeren) Papillen.
Die natürliche Farbe des Mimik-Oktopus ist dunkelbraun bis hell-braun/beige mit verstreuter, weißer, längs verlaufender Musterung. Auf dem mittleren Mantelrücken befinden sich ein Ring weißer, tränenförmiger Flecken, auf dem hinteren Mantelrücken hat er einen deutlichen, weißen, U-förmigen Fleck. Auf den braunen Armen befinden sich cremefarbene bis weiße Bänder. Entlang der Armränder verläuft ein weißes Band. Kleine, weiße, frontale Flecken sind ebenfalls vorhanden.

## Verbreitung
Das Verbreitungsgebiet des Mimik-Oktopus umfasst im tropischen Indo-West-Pazifik Raum von Neukaledonien, nordöstliches Australien (Lizard  Island und Great Barrier Reef), Papua-Neuguinea, nach Norden bis Philippinen und westlich über den Indomalaiischen Archipel bis ins Rote Meer und den Golf von Thailand. Vorkommen im Roten Meer und im West-Indischen Ozean basieren auf fotografischen Aufzeichnungen. Fotografisch belegte Sichtungen gibt es auch aus der Andamanensee (Östlicher Indischer Ozean). 2018 wurde das Tier zum ersten Mal im Arabischen Meer an der Küste des indischen Bundesstaates Kerala aufgezeichnet.

## Lebensraum und Lebensweise
Der Mimik-Oktopus kommt in flachem Wasser in Tiefen von 0,5 bis 7 Meter in offenen Sand- oder Schlammgebieten, häufig in der Nähe von Einmündungen schlammbeladener Flüsse vor. Die Art ist tagaktiv und ernährt sich von kleinen Fischen und Krebstieren. Die Art besetzt oft leere Höhlen anderer Tiere, vorübergehend oder als Netzwerk von regelmäßig besuchten Höhlen innerhalb seines Reviers.

## Mimikry
Während Forschungstauchgängen 2001 in Indonesien (Sulawesi und Bali) filmten Mark D. Norman, Julian Finn und Tom Tregenza einen charakteristischen, langarmigen, für die Wissenschaft neuen Kraken. Sie beobachteten neun Individuen dieser Art, die ein Repertoire an Körperhaltungen und Körpermustern zeigten, von denen einige eindeutig Imitationen giftiger Tiere waren, die in diesem Lebensraum vorkommen. Sie dokumentierten die Art über 16 Tage mit Fotos und über 6 Stunden Filmaufnahmen, die das Tier bei seinen Verwandlungen in einen Plattfisch, einen Feuerfisch oder eine Seeschlange zeigen. Andere Haltungen erinnerten an Seeanemonen oder große Quallen, die in dieser Gegend vorkommen. Diese Veränderungen stellten ihrer Meinung nach eine variable Form der Mimikry dar. Darüber legen ihre Beobachtungen nahe, dass der Mimik-Oktopus Entscheidungen über die am besten geeignete Form der Mimikry trifft. Im tropischen Indonesien soll die Art bis zu 13 hier vorkommende Arten darstellen können.
Die Art und Weise der Mimikry des Mimik-Oktopus deuten darauf hin, dass er die Fähigkeit zur kognitiven Empathie besitzt, d. h. er kann zwischen Objekt und Subjekt unterscheiden und sich in das Objekt hineinversetzen. Er verfügt also über die Fähigkeit der objektiven Selbstaufmerksamkeit. Die Mimikry des Mimik-Oktopus kann als intentionale Täuschung beschrieben werden. So wendet er seine Verwandlung in eine Seeschlange nur bei der Begegnung mit Riffbarschen an, übt diese Verwandlung je nach Situation nur teilweise und in verschiedenen Formen aus. Dabei wendet der Mimik-Oktopus Täuschungen an, die sich aufgrund von entsprechend gemachten Erfahrungen als wirksam erwiesen haben. Seine Schemata der Mimikry sind nicht vorgegeben und sind kein Reflex, sondern werden durch einfaches Reflektieren erlernt und verbessert.

## Haltung in Menschenobhut
Einige Male wurde versucht, die Tiere in Aquarien zu halten. Die meisten Versuche waren jedoch erfolglos, da das Tier in Gefangenschaft zumeist keine Nahrung zu sich nimmt und entsprechend schnell stirbt. Ein Exemplar lebt seit Juni 2017 im Haus des Meeres in Wien.